# Малые Коковичи
Малые Коковичи — деревня в Алёховщинском сельском поселении Лодейнопольского района Ленинградской области.

## История
В конце XIX — начале XX века деревня административно относилась к Куневичской волости 2-го стана 2-го земского участка Тихвинского уезда Новгородской губернии.

МАЛЫЕ КОКОВИЧИ — деревня Сарского сельского общества, число дворов — 10, число домов — 16, число жителей: 39 м п., 26 ж. п.; 

Занятие жителей — земледелие, лесные промыслы. Река Капша. (1910 год)

Согласно карте Ленинградской области Северо-западного аэрогеодезического треста ГГУ издания 1932 года деревня насчитывала 9 крестьянских дворов.
По данным 1933 года деревня Малые Коковичи входила в состав Курикинского сельсовета Оятского района.

Деревня Малые Коковичи на карте РККА 1940 года

По данным 1966 и 1973 годов деревня Малые Коковичи входила в состав Пирозерского сельсовета.
По данным 1990 года деревня Малые Коковичи входила в состав Тервенического сельсовета.
В 1997 году в деревне Малые Коковичи Тервенической волости проживали 3 человека, в 2002 году — 13 человек (русские — 85 %).
В 2007 году в деревне Малые Коковичи Алёховщинского СП не было постоянного населения, в 2010 году проживал 1 человек, в 2014 году — 4 человека.

## География
Деревня находится в южной части района на автодороге 41А-009 (Лодейное Поле — Чудово). Смежно с Малыми Коковичами находится деревня Большие Коковичи.
Расстояние до административного центра поселения — 35 км.
Расстояние до ближайшей железнодорожной станции Лодейное Поле — 82 км.
Деревня находится близ правого берега реки Капша.

## Демография
| 1910 | 1997 | 2007 | 2010 | 2014 | 2015 | 2016 |
| ---- | ---- | ---- | ---- | ---- | ---- | ---- |
| 65   | ↘3   | ↘0   | ↗1   | ↗4   | ↗5   | →5   |
| 2017 |      |      |      |      |      |      |
| →5   |      |      |      |      |      |      |

Согласно данным Всероссийской переписи населения 2021 года в деревне постоянного населения не было.

## Инфраструктура
На 1 января 2014 года в деревне было зарегистрировано: хозяйств — 1, частных жилых домов — 10
На 1 января 2015 года в деревне зарегистрировано: хозяйств — 1, жителей — 5.